# Minamoto no Yoriie
Minamoto no Yoriie (japanisch 源 頼家; * 11. September 1182; † 14. August 1204) war 1202 bis 1203 der 2. Shogun des Kamakura-Shogunates in Japan. Er war der älteste Sohn des Gründers des Kamakura-Shogunates, Minamoto no Yoritomo, seine Mutter war Hōjō Masako.
Nach dem Tod seines Vaters 1199 wurde Yoriie Oberhaupt des Minamoto-Klans und 1202 zum Seii Taishōgun ernannt. Zu dieser Zeit war die Macht des Shogun und des Shogunates jedoch bereits in die Hände seines Großvaters Hōjō Tokimasa gefallen. Yoriie versuchte seinerseits, den Hōjō-Klan zu unterwerfen. Dies misslang jedoch und er wurde unter Hausarrest gestellt und 1204 ermordet.
Minamoto no Yoriies Nachfolger als 3. Shogun wurde sein jüngerer Bruder Minamoto no Sanetomo.

## Leben
Von Tokimasas Tochter Hōjō Masako in Hiki Yoshikazus Residenz in Kamakura zur Welt gebracht, hatte Yoriie als Ammen die Ehefrauen von solch mächtigen Männern wie Hiki selbst, Kajiwara Kagetoki und Hikis jüngere Schwester. Vor seiner Geburt beauftragte sein Vater Yoritomo Hōjō Tokimasa und seine Männer, Steine herbeizuschaffen, um den Dankazura Schrein an der Wakamiya Ōji zu errichten, wo für die sichere Entbindung des Kindes gebetet wurde. Als Yoriie später selbst einen Erben, Ichiman, bekam, wurde das Kind ebenso im Hiki-Anwesen von Hikis Tochter Wakasa no Tsubone geboren, eine Tatsache, die die emotionale Bindung noch verstärkte. Ausgehend von dieser Beziehung gewann Hiki erheblichen Einfluss, als Yoriie Shogun wurde und steigerte die Feindseligkeit von Hōjō Tokimasa, der stattdessen eine enge Beziehung zu Yoriies jüngerem Bruder Senman (der zukünftige dritte Shogun Sanetomo) hatte, und seinerseits versuchte, diese Beziehung zu seinem politischen Vorteil zu nutzen.
Schon in jungen Jahren zeigte Yoriie großes Interesse an militärischen Künsten wie Fechten und Reiten. Nach dem Tode seines Vaters im Jahre 1199 wurde der Siebzehnjährige zum Kopf des Minamoto-Clans und 1202 zum seii taishogun ernannt. Jedenfalls wurde er kritisiert, die politische Linie seines Vaters verlassen zu haben, und seine Mutter verbot ihm jegliche politische Aktivität. Am 30. Juni 1203 (Shōji 1, zwölfter Tag des vierten Monats) wurde ihm seine verbliebene Macht offiziell genommen, und ein Rat aus 13 Ältesten, der von seinem Großvater Hōjō Tokimasa geleitet wurde, übernahm die Führung. Daraufhin schmiedete Yoriie mit den Hiki ein Komplott, um den Hōjō-Clan zu bezwingen. Er scheiterte, wurde unter Hausarrest gestellt, zum Abdanken gezwungen und möglicherweise am 17. Juli 1204 in Izu ermordet. Yoriies Nachfolger war sein jüngerer Bruder Sanetomo, der letzte der Seiwa Genji Linie, der – zumindest nominell – über Kamakura herrschte.

## Hiki Yoshikazus Rebellion

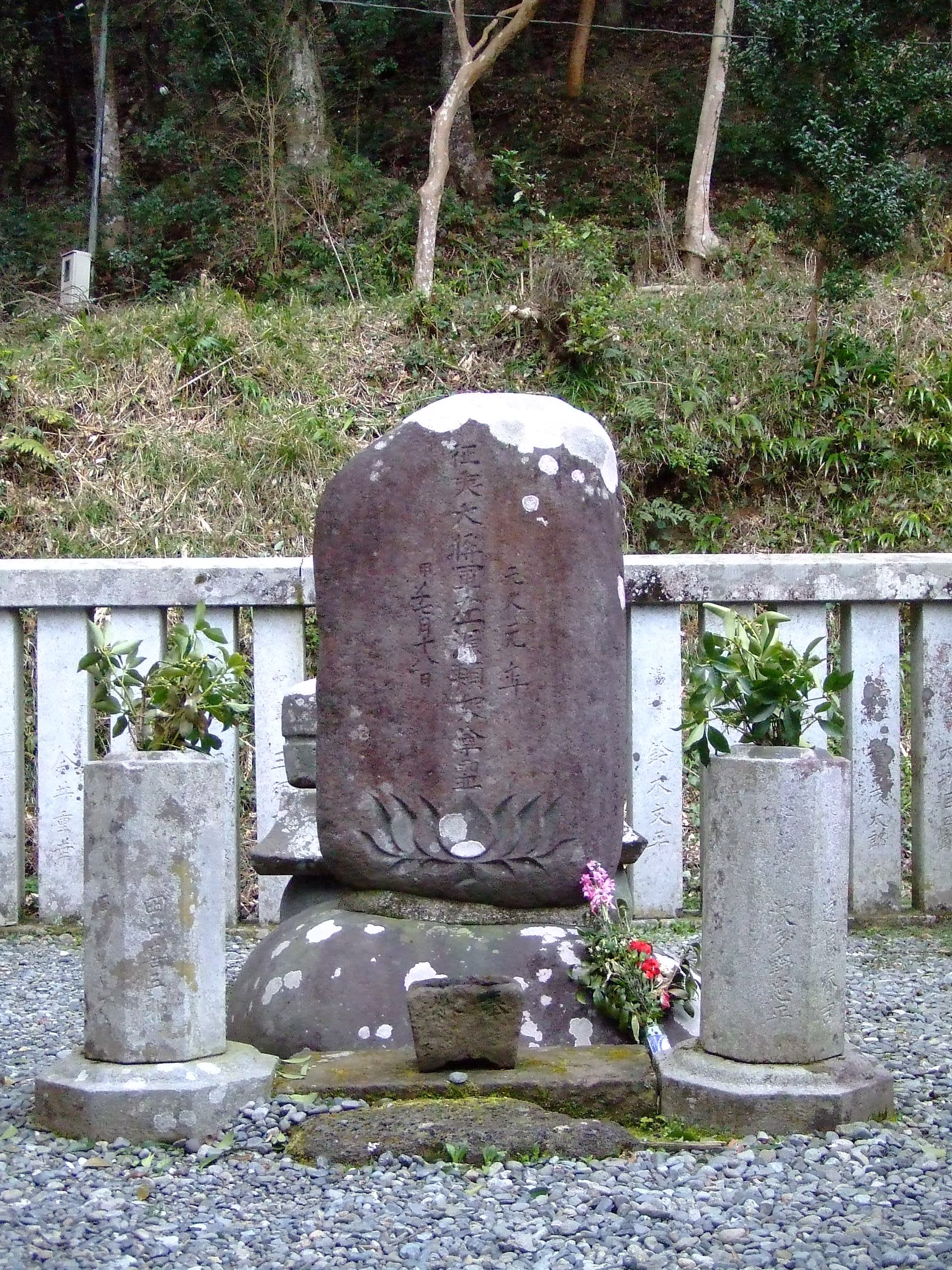
Yoriies Grab in Shuzenji

Schwer erkrankt schlug Yoriie sowohl seinen jüngeren Bruder Sanetomo als auch seinen jungen Sohn (Hikis Enkel) Minamoto no Ichiman als Nachfolger vor; die beiden sollten sich die Macht teilen und über separate Gebiete herrschen. Es erschien ihnen selbstverständlich, dass dann Hiki der (inoffizielle) Regent des jungen Ichiman gewesen wäre. Hiki schlug Yoriie, der kurz danach vom Hōjō-Clan ermordet wurde, vor, Sanetomo töten zu lassen. Hōjō Masako, Yoriies Mutter und Frau des ersten Shogun Yoritomo belauschte angeblich die Unterhaltung.
Hōjō Tokimasa lud Hiki Yoshikazu als Vorwand in sein Haus und ermordete ihn. Daraus ergab sich ein Kampf zwischen den Clans; die Hiki wurden von einer Koalition der Hōjō-, Wada-, Miura- und Hatakeyama-Clans besiegt und ausgelöscht.
Yoriie starb in Shuzenji, einem kleinen Ort in der heutigen Provinz Izu, ermordet von seinem Großvater Hōjō Tokimasa.

## Die drei Söhne Yoriies
Yoriie hatte drei Söhne, Ichiman, Kugyō, und Senju-maru, die alle einen gewaltsamen Tod starben, Opfer des Machtkampfes, der Yoritomos plötzlichem Tode folgte. Ichiman (1198–1203) war der älteste. Seine Mutter Wakasa no Tsubone war Hiki Yoshikazus Tochter, und das Kind wurde vom Hiki-Clan großgezogen. Es gibt unterschiedliche Versionen seines Todes, aber auf alle Fälle starb er in dem Feuer, welches die Hiki-Residenz zerstörte. Der zweite Sohn Yoshinari war der einzige der drei, welcher das Erwachsenenalter erreichte. Er wurde gezwungen, ein Mönch (bonze) zu werden. Im Jahr 1219 ermordete er seinen Onkel Sanetomo auf den Steinstufen des Tsurugaoka Hachiman-gū in der Hauptstadt Kamakura. Für diese Tat wurde er noch am selben Tag hingerichtet.
Der dritte Sohn Senju-maru (千寿丸; 1201–1214) war zwölf, als Izumi Chikahari gegen die Hōjō rebellierte, um das Kind zum Shogun zu machen. Nach Chikaharis Niederlage wurde das Kind gezwungen, Mönch zu werden wie sein älterer Bruder Yoshinari. Ein Jahr später rebellierte auch Wada Yoshimori, wurde aber wie Chikahari besiegt und Senju-maru starb mit den anderen des Wada-Clans.